# Saltärna
Saltärna är en ö i Ronneby socken och kommun.
Saltärna bestod ursprungligen av flera mindre öar som kallades Saltöarna eller Saltaröarna, Troligen för att man saltade fisk på öarna. På grund av landhöjningen kom öarna under 1700-talet att växa samman till en ö. Saltöarna ingick i de gods som danske kungen måste köpa in och överlämna till svenske kungen som ersättning för Bornholm vid freden i Köpenhamn. Fast bebyggelse fanns på Salttärna i början av 1700-talet. I slutet av 1700-talet byggdes en fiskefyr på ön. Omkring 1800 bodde omkring 50 personer på vilket på 1880-talet hade stigit till det dubbla, omkring 100 personer. Runt sekelskiftet 1900 inleddes stenbrytning på ön och befolkningen ökade ytterligare, men började kort därefter minska snabbt igen. 1920 fanns endast 28 fastboende på ön. Under andra världskriget revs fiskefyren i samband att militära anläggningar uppfördes på ön. 1957 drogs elektricitet till Saltärna. 1987 såldes den sista boskapen på Saltärna, ungefär samtidigt upphörde yrkesfisket. Då hade det 1985 funnits kvar fem bofasta på ön. Ön har sedan haft en liten men kontinuerlig bofast befolkning, 2012 fanns tre fastboende.  